# Lars Johansson (militär)
Lars Göran Johansson, född 31 oktober 1950 i Ivetofta församling i Kristianstads län, är en svensk pensionerad officer i flygvapnet.

## Biografi
Johansson blev fänrik i flygvapnet vid Blekinge flygflottilj (F 17) 1977. Han befordrades till löjtnant 1980, till kapten 1983, till major 1988, till överstelöjtnant 1995, överstelöjtnant med särskild tjänsteställning 1998 och till överste 2000.
Johansson inledde sin militära karriär 1977 vid Blekinge flygflottilj (F 17), där han kom att tjänstgöra större delen av tiden fram till 1990-talet. Åren 2000–2003 var han chef för Blekinge flygflottilj (F 17) och 2003–2005 var han chef för J7 Övningsledningen vid Operativa insatsledningen i Högkvarteret. Johansson avgick som överste 2005.
Johansson gifte sig 1978 med Christel Persson; tillsammans fick de två barn.